# Olcinia pallidifrons
Olcinia pallidifrons är en insektsart som beskrevs av Heinrich Hugo Karny 1926. Olcinia pallidifrons ingår i släktet Olcinia och familjen vårtbitare. Inga underarter finns listade i Catalogue of Life.